# Bandiera del Wisconsin
La bandiera del Wisconsin è tutta blu con al centro lo stemma dello Stato.
La bandiera risale al 1863, anno in cui venne disegnata. Nel 1981 vennero apportate due modifiche, vennero aggiunte le scritte "Wisconsin" e "1848" ovvero il nome dello Stato e l'anno di adesione negli Stati Uniti d'America.